# Saint-Laurent-sur-Manoire
Saint-Laurent-sur-Manoire korábbi község Franciaországban, Dordogne megyében. Lakosainak száma 1021 fő (2018. január 1.). Saint-Laurent-sur-Manoire Boulazac, Bassillac, Eyliac, Sainte-Marie-de-Chignac, Marsaneix és Atur községekkel határos.
2016. január 1-jén Boulazac és Atur korábbi községgel egyesült és az így létrejött Boulazac Isle Manoire új község része lett.

## Népesség
A település népessége az elmúlt években az alábbi módon változott:
| Lakosok száma | 377  | 397  | 568  | 706  | 765  | 888  | 923  | 945  | 995  | 1021 |
|               | 1962 | 1968 | 1982 | 1990 | 1999 | 2008 | 2011 | 2013 | 2017 | 2018 |